# Donkere doosschildpad
De donkere doosschildpad (Pelusios subniger) is een schildpad uit de familie pelomedusa's (Pelomedusidae).

## Naam en indeling
De wetenschappelijke naam van de soort werd voor het eerst voorgesteld door Bernard Germain de Lacépède in 1788. Oorspronkelijk werd de wetenschappelijke naam Testudo subnigra gebruikt en later werd de soort aan het geslacht van de muskusschildpadden (Sternotherus) toegekend. De soortaanduiding subniger betekent vrij vertaald 'bijna zwart'.

### Ondersoorten
De soort wordt verdeeld in twee ondersoorten die onderstaand zijn weergegeven, met de auteur en het verspreidingsgebied.
| Naam                         | Auteur           | Verspreidingsgebied              |
| ---------------------------- | ---------------- | -------------------------------- |
| Pelusios subniger subniger   | Bonnaterre, 1789 | Het grootste deel van het areaal |
| Pelusios subniger parietalis | Bour, 1983       | Seychellen (Cousin)              |

## Kenmerken
De maximale schildlengte is 20 centimeter, de vrouwtjes worden groter dan de mannetjes. Het schild is rond, heeft geen doornachtige uitsteeksels en draagt bij volwassen dieren geen kiel op het midden zoals veel andere Afrikaanse doosschildpadden uit het geslacht Pelusios. De jonge dieren echter hebben een dakvormig schild dat later meer koepelvormig wordt. Het supracaudaalschild is gepaard, een nuchaalschild ontbreekt. De schildkleur is bruin maar varieert van geelgroen tot zwart. Aan het buikschild is een scharnierend deel aanwezig zodat de schildpad zich grotendeels kan terugtrekken in het schild.
De kleur van de kop varieert van grijs tot bruin maar kan ook donkerder tot zwart zijn. De kop is breed en afgerond, aan de onderzijde van de keel zijn twee duidelijke baarddraden aanwezig.

## Levenswijze
De donkere doosschildpad is een omnivoor die voornamelijk leeft van kreeftachtigen, amfibieën, wormen, insecten, vissen en aas. Daarnaast worden ook wel waterplanten gegeten. De schildpad is voornamelijk 's nachts actief maar kan ook overdag worden aangetroffen bij regenval. In het droge seizoen graaft het dier zich in in de modder.
De vrouwtjes zetten van februari tot maart acht tot twaalf eieren af, er worden meerdere legsels geproduceerd per seizoen. De eieren zijn 21 centimeter breed en 36 mm lang. Ze zijn kwetsbaar omdat ze een zachte schaal hebben. Na drie tot vier maanden komen de jongen uit het ei. De donkere doosschildpad kan in gevangenschap een leeftijd bereiken van 47 jaar.

## Verspreiding en habitat

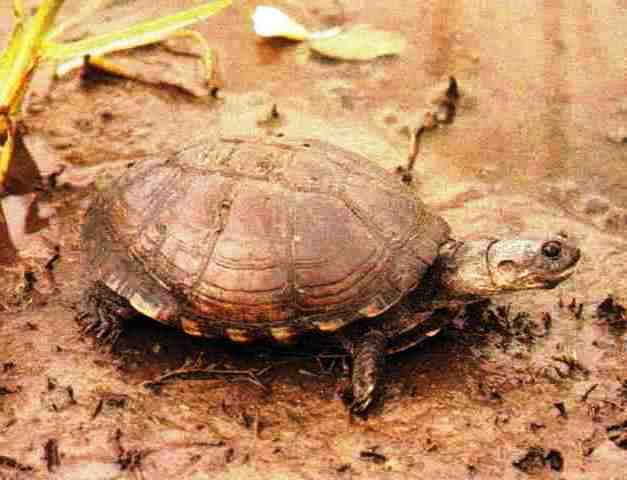
Ondersoort Pelusios subniger subniger, exemplaar uit Zuid-Afrika.

De donkere doosschildpad komt voor in delen van Afrika en leeft in de landen Burundi, Tanzania, Mozambique, Congo-Kinshasa, Zambia, Botswana, Zimbabwe, Centraal-Afrikaanse Republiek, Namibië, Zuid-Afrika, Madagaskar, Seychellen, Sao Tomé, Gambia en Kameroen. De schildpad is geïntroduceerd in de Mauritius, Glorieuzen, Diego Garcia, Chagosarchipel en op Guadeloupe. De habitat bestaat zowel uit tijdelijke als permanente wateren, zoals moerassen, meren, vijvers, ondergelopen weilanden en rivieren.

## Beschermingsstatus
Door de internationale natuurbeschermingsorganisatie IUCN is de beschermingsstatus 'veilig' toegewezen (Least Concern of LC). In sommige delen van het areaal staan de populaties onder druk omdat de schildpad gevangen wordt voor menselijke consumptie. Ook vernietiging van de habitat door menselijke bebouwing en verdroging vormt een gevaar. Vroeger werd de donkere doosschildpad op grote schaal gevangen en gedood om het dier op te zetten voor de verkoop aan toeristen. Ten slotte wordt deze soort gevangen en geëxporteerd voor de handel in exotische dieren.